# 山蟾鯰
山蟾鯰為輻鰭魚綱鯰形目擬油鯰科的其中一種，為熱帶淡水魚類，分布於南美洲Baudó、San Juan、Patia及Durango河流域，體長可達25公分，棲息在底層水域，生活習性不明。

## 扩展阅读
維基物種上的相關：山蟾鯰